# Daria
Daria  è un nome proprio di persona italiano femminile.

## Varianti
- Alterati: Dariella[2], Darina[2]
- Maschili: Dario[1][2]

### Varianti in altre lingue
- Bielorusso: Дар'я (Dar"ja)[3]
- Ceco: Darja[3]
- Croato: Darija[3], Daria[3]
  - Alterati: Darinka[4]
- Estone: Darja[3]
- Finlandese: Tarja[3]
- Greco bizantino: Δαρεία (Darêia)[3]
- Inglese: Daria[3]
- Latino: Daria[3]
- Polacco: Daria[3]
- Rumeno: Daria[3]
- Russo Дарья (Dar'ja)[3]
  - Ipocoristici: Даша (Daša)[3]
- Serbo: Дарија (Darija)[3]
- Sloveno: Darija[3], Darja[3]
  - Alterati: Darinka[4]
- Ucraino: Дарія (Darija)[3], Дар'я (Dar"ja)[3], Одарка (Odarka)[3]
  - Alterati: Дарина (Daryna)[3]

## Origine e diffusione
È la forma femminile di Dario, derivante dal persiano Dārayavahush; è composto dagli elementi dâraya ("possedere", "tenere") e vahu ("bene"), col possibile significato complessivo di "che possiede il bene", "che mantiene il bene". 
In Italia, negli anni settanta godeva di buona diffusione su tutto il territorio nazionale, con circa novemila occorrenze; le rare forme diminutive erano proprie del Nord. Il nome è particolarmente usato nei paesi slavi, dove si è in parte confuso con Dorotea; in Slovenia e Croazia è usato anche il diminutivo Darinka, che in parte rappresenta anche un derivato dal termine slavo dar ("dono"). È attestato, a partire dal Settecento, anche nei paesi anglofoni, dove però non è mai diventato molto comune.

## Onomastico
L'onomastico si può festeggiare in memoria di più sante, alle date seguenti:
- 17 giugno, santa Daria, martire a Venafro con il marito Nicandro sotto Massimiano[6]
- 19 luglio, santa Daria, martire a Costantinopoli[6]
- 21 ottobre (o 31 marzo), santa Daria, madre di sant'Orsola[6]
- 25 ottobre, santa Daria, martire a Roma con il marito Crisante[6][7]
- 25 ottobre, santa Daria, martire nel Connaught[7]

A queste vanno ad aggiungersi due beate, entrambi martiri della guerra civile spagnola: Daría Campillo Paniagua C.C.V., 24 novembre, e Daria Andiarena Sagaseta S.de.M., 7 dicembre.

## Persone

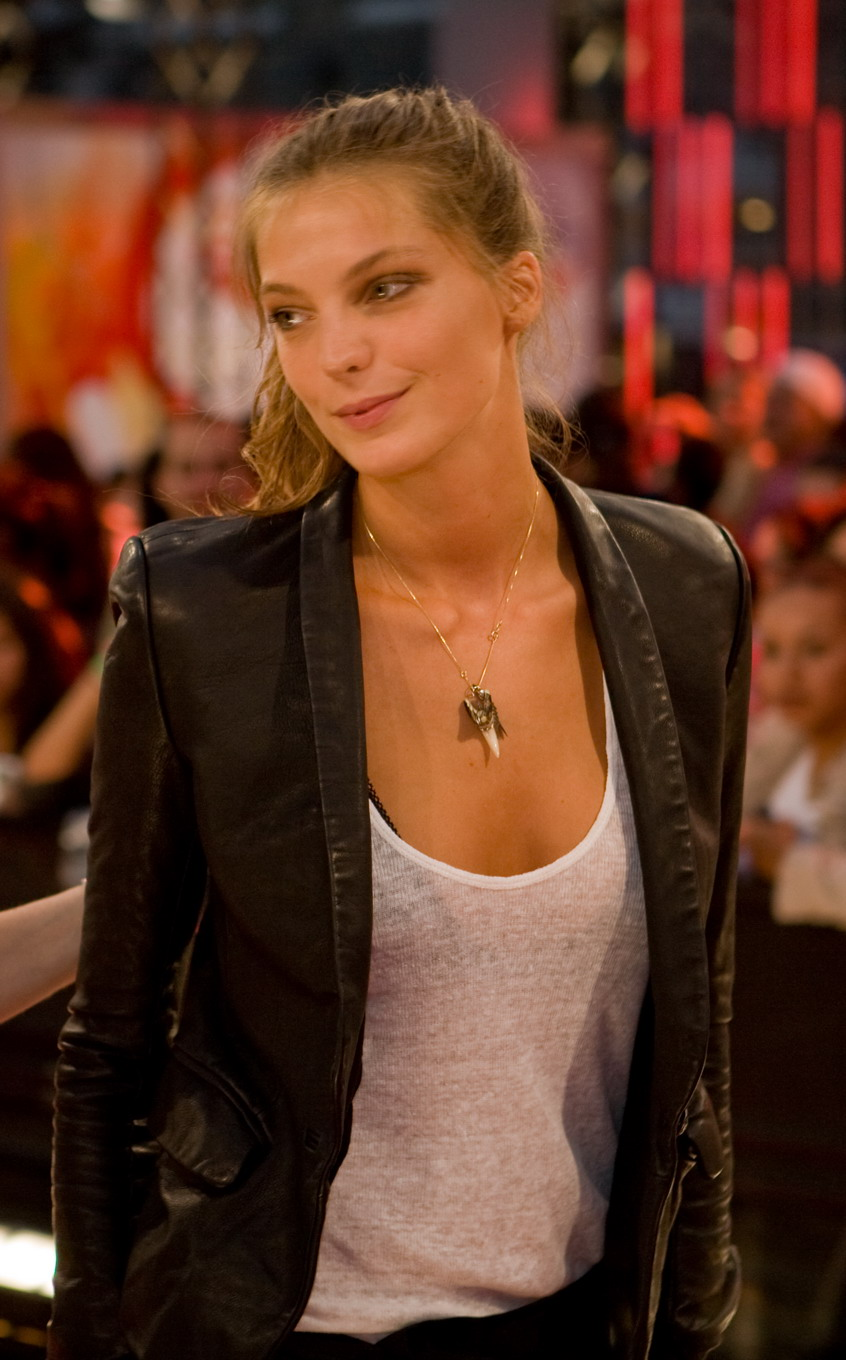
Daria Werbowy

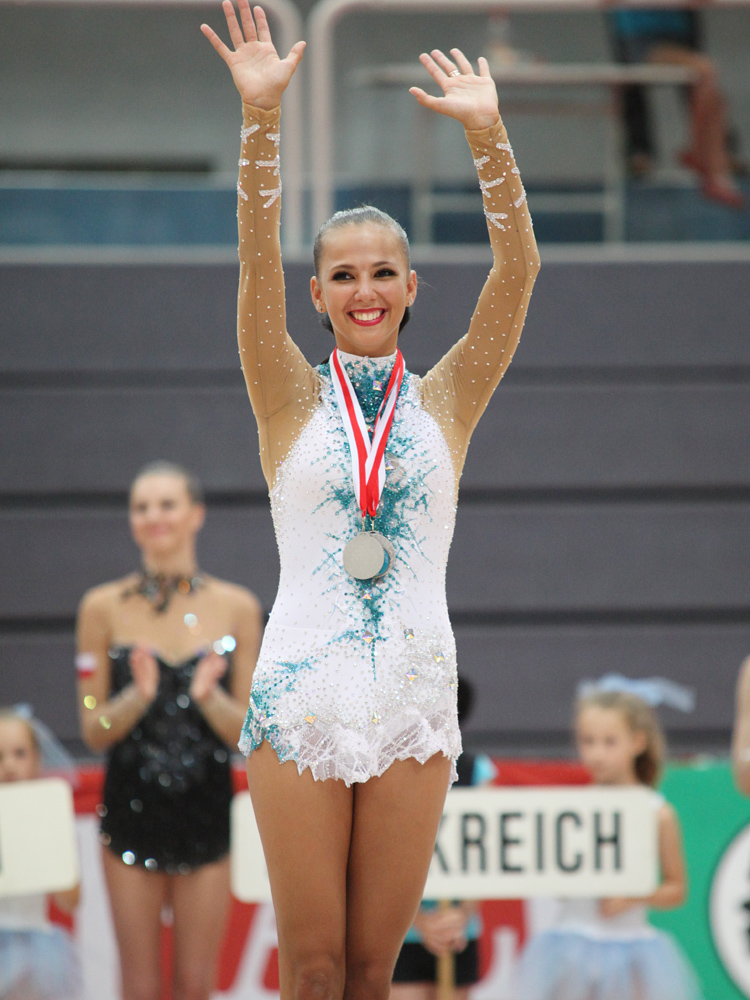
Dar'ja Dmitrieva

- Daria Bertolani Marchetti, botanica e accademica italiana
- Daria Bignardi, giornalista, conduttrice televisiva e scrittrice italiana
- Daria de Pretis, giurista italiana
- Daria Galateria, scrittrice, accademica e traduttrice italiana
- Daria Guidetti, astrofisica e divulgatrice scientifica italiana
- Daria Halprin, attrice, danzatrice e insegnante statunitense
- Daria Harjevschi, bibliotecaria rumena
- Daria Kinzer, cantante croata
- Daria Menicanti, poetessa, insegnante e traduttrice italiana
- Daria Nicolodi, attrice e sceneggiatrice italiana
- Daria Strokous, modella russa
- Daria Werbowy, supermodella polacca naturalizzata canadese
- Daria Zawiałow, cantante polacca

### Variante Dar'ja
- Dar'ja Dmitrieva, ginnasta russa
- Dar'ja Gavrilova, tennista russa
- Dar'ja Klišina, atleta russa

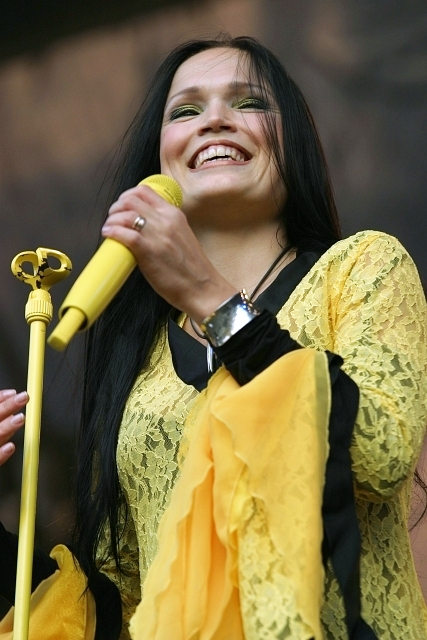
Tarja Turunen

- Dar'ja Kustova, tennista bielorussa
- Dar'ja Piščal'nikova, atleta russa

### Altre varianti
- Dariya Derkach, lunghista e triplista italiana
- Dar"ja Domračava, biatleta bielorussa
- Tarja Halonen, politica finlandese
- Darja Švajger, cantante slovena
- Dasha, cantante statunitense
- Tarja Turunen, cantautrice finlandese
- Daryna Zevina, nuotatrice ucraina

## Il nome nelle arti
- Dar'ja "Dolly" Aleksandrovna è un personaggio del romanzo di Lev Tolstoj Anna Karenina.
- Daria Fontana è un personaggio della soap opera Vivere.
- Daria Morgendorffer è un personaggio della serie animata Daria.